# Атака на Эккернфёрде
Атака на Эккернфёрде произошла 5 апреля 1849 года во время Датско-немецкой войны. Датская эскадра под командованием Фредерика Палудана предприняла неудачную попытку уничтожить немецкие береговые батареи у города Эккернфёрде и понесла большие потери. Хотя атака была лишь отвлекающим манёвром для более крупной переброски войск в Шлезвиг, потеря двух военных кораблей и более 1100 человек означала ощутимую неудачу для датчан.

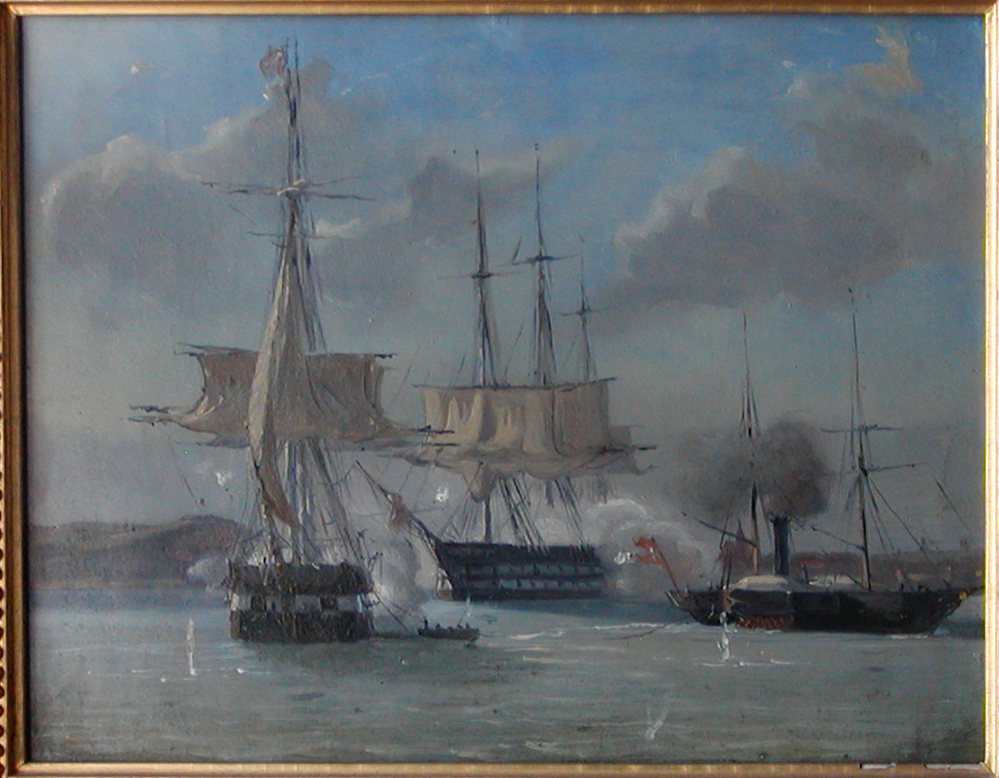
Эпизод боя.

Когда после перемирия боевые действия возобновились в 1849 году, датчане перешли в наступление у Зундеведа и в Шлезвиге. Для поддержки наступления датский флот должен был провести диверсионную атаку на город Эккернфёрде и уничтожить там немецкие береговые батареи. К высадке на берег также готовился десантный отряд из 250 солдат. Немецкие фланги вдоль побережья Шлезвига были уязвимы для десанта, и такое предприятие не могло остаться без внимания немцев. Руководить операцией был назначен командующий флотом Фредерик Август Палудан.
В 07.30 утра 5 апреля датская эскадра вошла в бухту Эккернфёрде. Немедленно начался обстрел немецких батарей, и северная из них вскоре была выбита. Внезапно, однако, ветер усилился и отбросил фрегат Гефион с его места в боевой линии датчан. Когда пароход Гейзер попытался отбуксировать фрегат обратно, то подвергся обстрелу оставшейся батареи. Одно попадание вывело из строя паровую машину Гейзера, и корабль вышел из строя. Вскоре Кристиан VII также вышел из строя, и когда пароход Гекла попытался спасти линейный корабль, он тоже был серьёзно поврежден сосредоточенным немецким огнем. Сильный ветер мешал парусникам выйти из бухты, и Палудан попросил о прекращении огня и временном перемирии. Во время перемирия датчане предприняли безуспешную попытку затопить корабли.
Бой возобновился в 17:30, и вскоре Гефион был вынужден сдаться. Несмотря на яростный огонь немцев, экипаж Кристиана VII продолжал сопротивляться. Однако вскоре Палудан понял, что дальнейший бой бесперспективен, и отдал приказ покинуть корабль. Во время эвакуации на борту вспыхнул пожар, и попытки экипажа потушить его не увенчались успехом. Немецкий унтер-офицер поднялся на борт и потребовал, чтобы раненые члены экипажа оставались на корабле и чтобы порох не выбросили за борт. Палудан протестовал, ссылаясь на пожар на борту, но в конце концов был вынужден согласиться с требованиями немцев. Несмотря на это, он все же приказал выбросить порох за борт. Однако приказ пришел с опозданием, так как огонь быстро распространился по кораблю. В 8 часов вечера Кристиан VII взорвался. Большинство находившихся на борту, в том числе много раненых, погибли. Палудан наблюдал за крушением с берега.
Атака дорого обошлась датчанам. Два корабля были потеряны, более 1100 человек были убиты, ранены или взяты в плен. Потери противника были значительно меньше: всего 4 убитых и 14 раненых.